# Canton de Soissons-Nord
Le canton de Soissons-Nord est une ancienne division administrative française située dans le département de l'Aisne et la région Picardie.

## Histoire

### Avant le redécoupage de 2015
Le canton de Soissons-Nord est né de la division du canton de Soissons le 23 juillet 1973,. La ville de Soissons est le chef-lieu de ce canton mais elle est devenue une fraction cantonale. Cette fraction comprend en outre la partie de la commune de Laon située au nord d'une ligne définie par l'axe des voies et limites suivantes : l'Aisne, rue de Saint-Quentin, rue du Commerce, rue Saint-Martin, avenue de Reims,. Le canton est composé de 11 communes. 

### Redécoupage de 2015
Un nouveau découpage territorial de l'Aisne entre en vigueur en mars 2015, défini par le décret du 21 février 2014, en application des lois du 17 mai 2013 (loi organique 2013-402 et loi 2013-403). Les conseillers départementaux sont, à compter de ces élections, élus au scrutin majoritaire binominal mixte. Les électeurs de chaque canton élisent au Conseil départemental, nouvelle appellation du Conseil général, deux membres de sexe différent, qui se présentent en binôme de candidats. Les conseillers départementaux sont élus pour 6 ans au scrutin binominal majoritaire à deux tours, l'accès au second tour nécessitant 10 % des inscrits au 1er tour. En outre la totalité des conseillers départementaux est renouvelée. Ce nouveau mode de scrutin nécessite un redécoupage des cantons dont le nombre est divisé par deux avec arrondi à l'unité impaire supérieure. Le nombre total de cantons d'un départements doit obligatoirement être impair. Dans l'Aisne, le nombre de cantons passe ainsi de 42 à 21. Le canton de Soissons-Nord ne fait pas partie des cantons conservés du département. 
Le canton disparait lors des élections départementales de mars 2015. L'ensemble des communes est rattaché au nouveau canton de Soissons-1 sauf la fraction cantonale qui est modifiée.

## Administration
| Période | Période          | Identité          | Étiquette | Qualité                                                                |
| ------- | ---------------- | ----------------- | --------- | ---------------------------------------------------------------------- |
| 1973    | 1976             | François Duchâtel | CD        | Directeur d'école, conseiller municipal de Soissons                    |
| 1976    | 2004 (démission) | Guy Fourcade      | PS        | Vice-Président du Conseil Général                                      |
| 2004    | 2015             | Patrick Day       | PS        | Psychiatre, maire de Soissons (2008-2014) Député suppléant (2012-2017) |

## Composition
Le canton de Soissons-Nord groupe 11 communes et compte 22 142 habitants en 2012.
| Code Insee | Nom                      | Population (hab.)                 |
| ---------- | ------------------------ | --------------------------------- |
| 02722      | Soissons (Chef-lieu)     | Fraction: 11 208 Commune : 28 309 |
| 02175      | Chavigny                 | 142                               |
| 02243      | Crouy                    | 2 801                             |
| 02245      | Cuffies                  | 1 793                             |
| 02398      | Juvigny                  | 290                               |
| 02424      | Leury                    | 106                               |
| 02593      | Pasly                    | 1 022                             |
| 02610      | Pommiers                 | 616                               |
| 02767      | Vauxrezis                | 335                               |
| 02780      | Venizel                  | 1 343                             |
| 02805      | Villeneuve-Saint-Germain | 2 486                             |

## Démographie
| 1975 | 1982   | 1990   | 1999   | 2006   | 2007   | 2008   | 2009   | 2010   |
| ---- | ------ | ------ | ------ | ------ | ------ | ------ | ------ | ------ |
| -    | 23 289 | 22 268 | 21 845 | 21 473 | 21 629 | 21 734 | 21 816 | 21 926 |

| 2011   | 2012   | - | - | - | - | - | - | - |
| ------ | ------ | - | - | - | - | - | - | - |
| 22 153 | 22 142 | - | - | - | - | - | - | - |